# Condado de Coosa
El condado de Coosa es un condado de Alabama, Estados Unidos. Tiene una superficie de 1726 km² y una población de 12 202 habitantes (según el censo de 2000). La sede de condado es Rockford.

## Historia
El Condado de Coosa se fundó el 18 de diciembre de 1832.

## Geografía
Según la Oficina del Censo de los Estados Unidos el condado tiene un área total de 1726 km², de los cuales 1690 km² son de tierra y 36 km² de agua (2,09%).

### Principales autopistas
- U.S. Highway 231
- U.S. Highway 280
- Alabama State Route 9
- Alabama State Route 22

### Condados adyacentes
- Condado de Talladega (norte)
- Condado de Clay (noreste)
- Condado de Tallapoosa (este)
- Condado de Elmore (sur)
- Condado de Chilton (oeste)
- Condado de Shelby (noroeste)

### Ciudades y pueblos
- Goodwater
- Rockford

## Demografía
| Población histórica Año Población ±% 1900 16 144 — 1910 16 634 +3.0 % 1920 14 839 −10.8 % 1930 12 460 −16.0 % 1940 13 460 +8.0 % 1950 11 766 −12.6 % 1960 10 726 −8.8 % 1970 10 662 −0.6 % 1980 11 377 +6.7 % 1990 11 063 −2.8 % 2000 12 202 +10.3 % |           |         |
| Población histórica |           |         |
| Año | Población | ±%      |
| 1900 | 16 144    | —       |
| 1910 | 16 634    | +3.0 %  |
| 1920 | 14 839    | −10.8 % |
| 1930 | 12 460    | −16.0 % |
| 1940 | 13 460    | +8.0 %  |
| 1950 | 11 766    | −12.6 % |
| 1960 | 10 726    | −8.8 %  |
| 1970 | 10 662    | −0.6 %  |
| 1980 | 11 377    | +6.7 %  |
| 1990 | 11 063    | −2.8 %  |
| 2000 | 12 202    | +10.3 % |